# Gagrellula luteomaculata
Gagrellula luteomaculata is een hooiwagen uit de familie Sclerosomatidae.